# Andranik Margarjan
Andranik Margarjan (Armeens: Անդրանիկ Մարգարյան) (Jerevan, 12 juni 1951 – 25 maart 2007) was van 12 mei 2000 tot zijn dood minister-president van Armenië. Hij studeerde informatica aan de Polytechnische Universiteit van Jerevan.
Margarjan ging in de politiek eind jaren zeventig, toen hij lid werd van de Nationale Eenheidspartij, een illegale politieke partij, die afsplitsing van Armenië van de Sovjet-Unie nastreefde. De politie arresteerde hem in 1974 en een rechtbank veroordeelde hem tot de gevangenis wegens het profileren van onmaatschappelijke ideeën en activiteiten.
Hij werd later lid van de Republikeinse Partij van Armenië. In 2000 volgende hij als minister-president van Armenië de gebroeders Sarkisjan op: Vazgen Sarkisjan die werd vermoord tijdens een aanslag op het Armeense parlement op 27 oktober 1999 en Aram Sarkisjan die was aangewezen als president, maar een week later op 2 mei 2000 werd ontslagen.
Andranik Margarjan overleed aan een hartaanval in zijn kantoor. Hij was de tweede minister-president van Armenië die in zijn kantoor overleed. Hij had eerder al hartproblemen en was daarvoor twee keer geopereerd. De eerste keer in Armenië en de tweede maal in Frankrijk. Ook bezocht hij regelmatig Russische en Franse ziekenhuizen voor medisch onderzoek.
Andranik Margarjan liet een vrouw, twee dochters, één zoon en vijf kleinkinderen achter. Zijn zoon, Taron Margarjan, is de huidige burgemeester van Jerevan.